# Auguste Cain

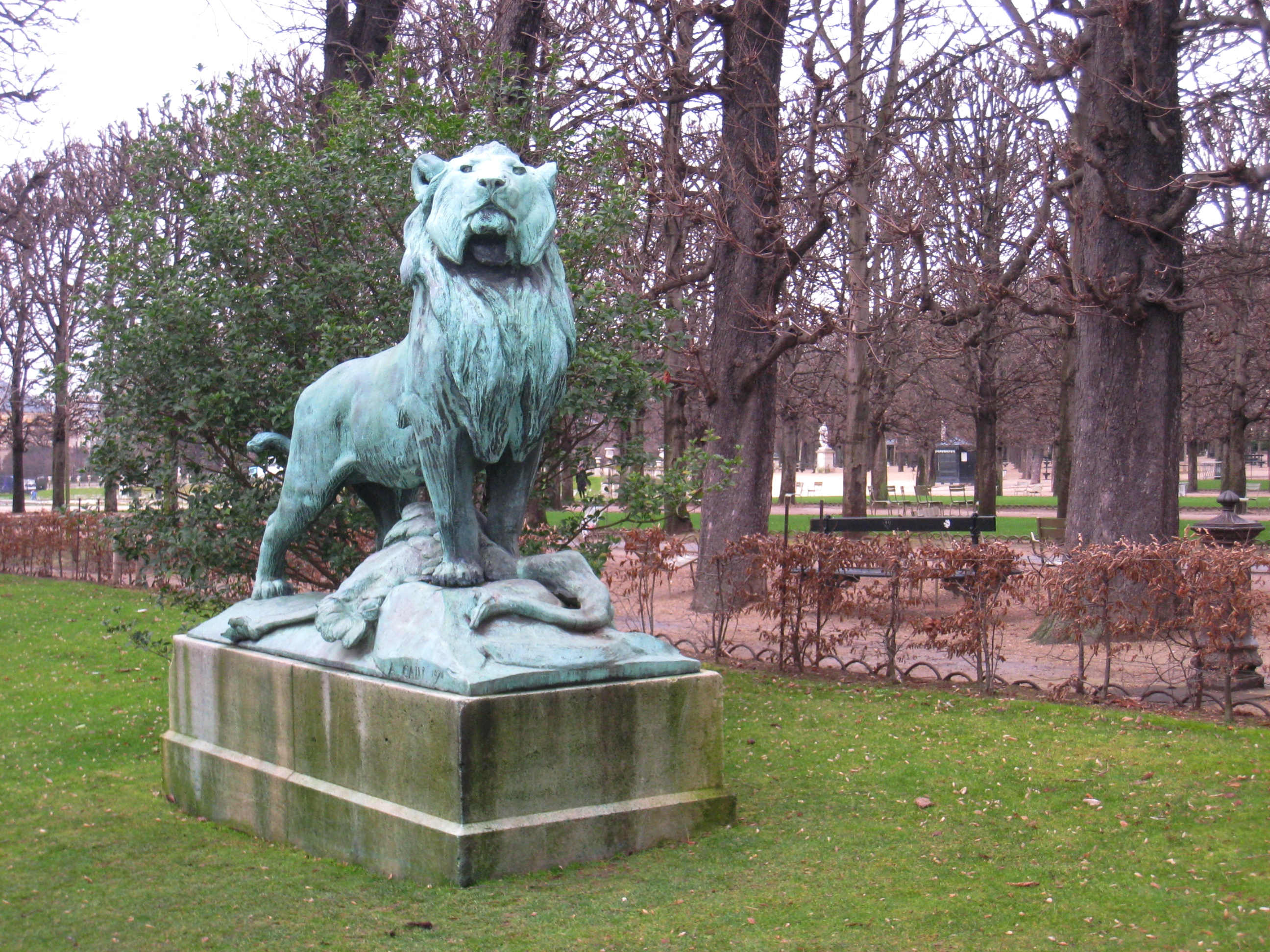
Il Leone di Nubia e la sua preda

Auguste Nicholas Cain (Parigi, 16 novembre 1822 – Parigi, 6 agosto 1894) è stato uno scultore francese, noto per i suoi ritratti di animali selvatici e domestici.

## Biografia
Nato a Parigi, apprese l'arte della scultura, specializzandosi nel ritrarre animali, sotto gli insegnamenti di Guionnet Rude e Pierre-Jules Mêne (di cui sposò la figlia nel 1852). Auguste Cain è padre di Henri Caïn, noto drammaturgo e librettista.
La sua prima esposizione al Salon del 1846 era un modello in cera di un fanello che difende il suo nido da un topo, successivamente realizzato in bronzo e mostrato al Salon del 1855. Tra il 1846-1888, Cain espose al Salon un totale di 38 sculture.
Dal 1868 in poi, il suo lavoro si concentrò sui monumenti, tra cui il Chiens de meute al Castello di Chantilly, Il Leone di Nubia e la sua preda nel Jardin du Luxembourg e nei giardini del Palazzo delle Tuileries le sculture, Tigress and Peacock e Lion et Sanglier (copia, insieme a quella di Kelvingrove Art Gallery and Museum a Glasgow e Jarmers Plads a Copenaghen, mentre l'originale si troverebbe a Central Park, New York).

## Galleria d'immagini

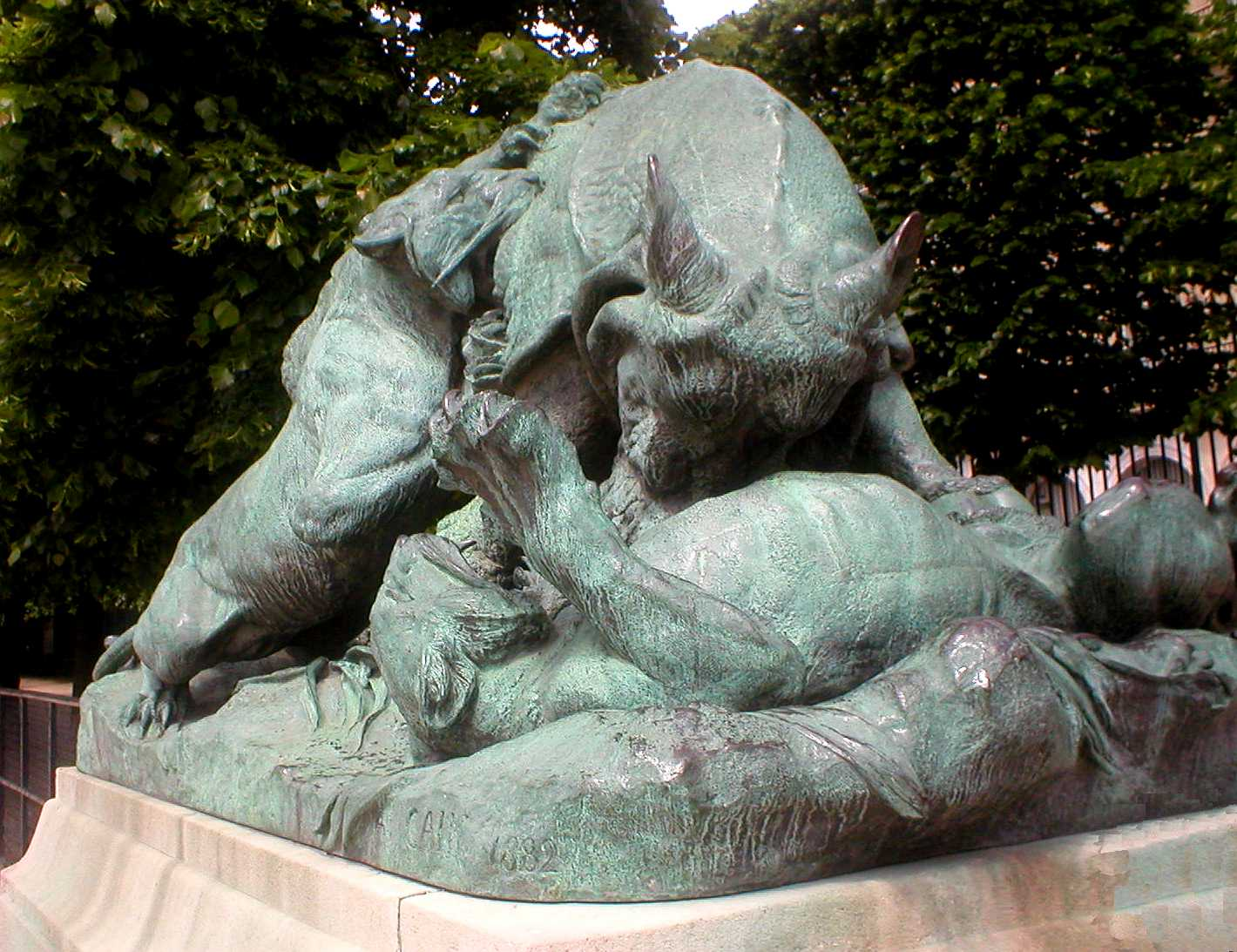
Deux lionnes attaquant un Taureau
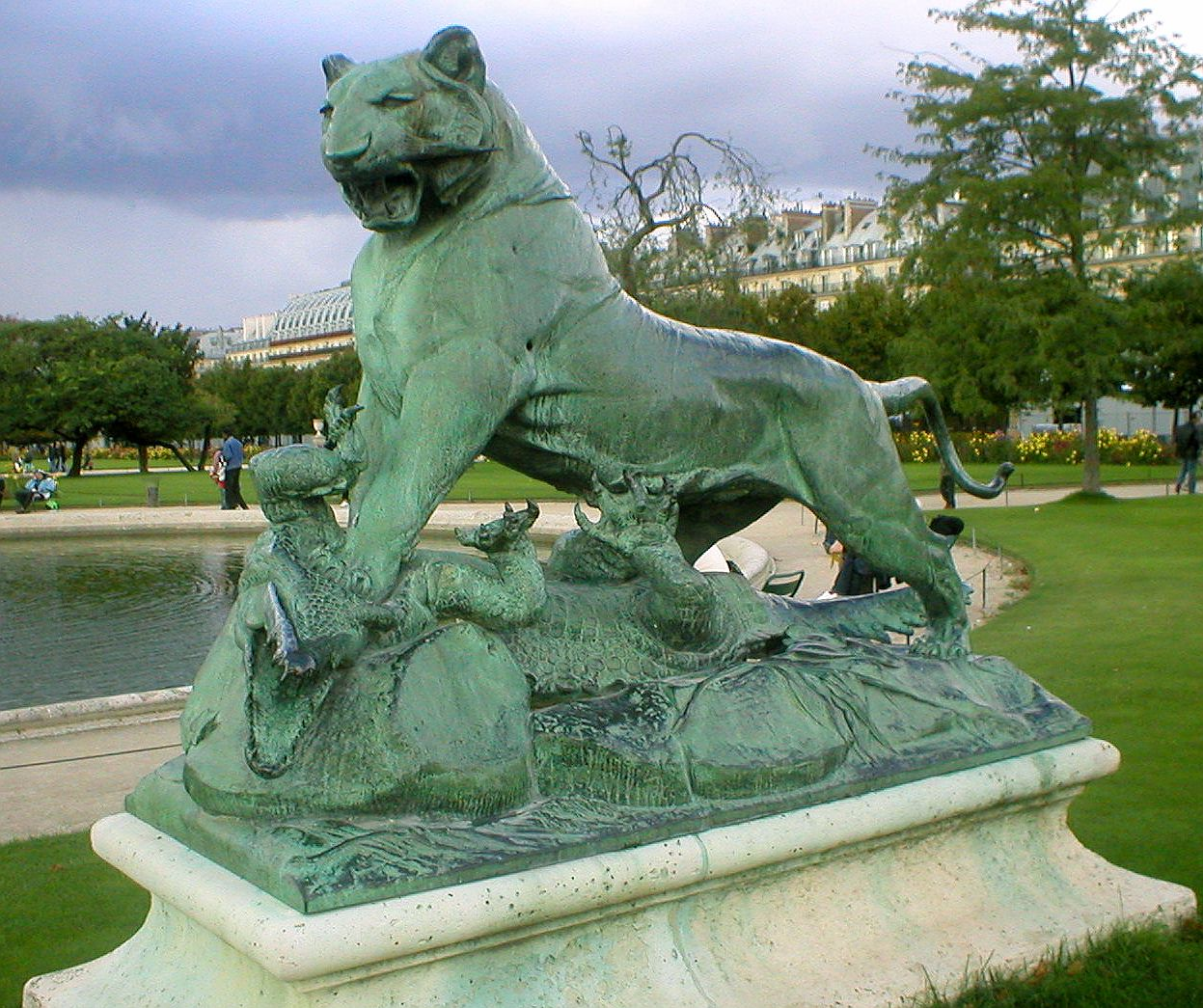
Tigre terrassant un crocodile
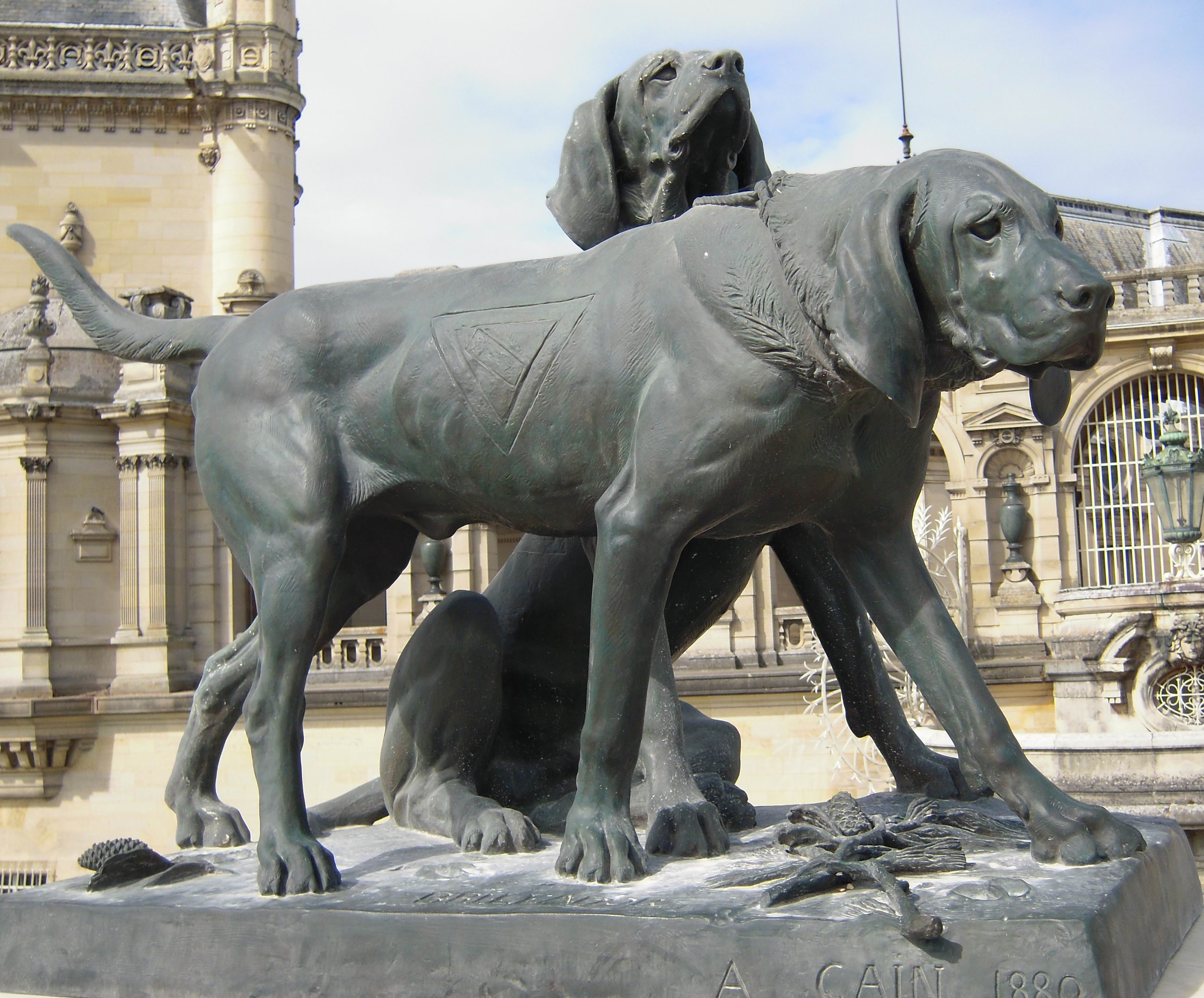
Fanfareau et Brillador
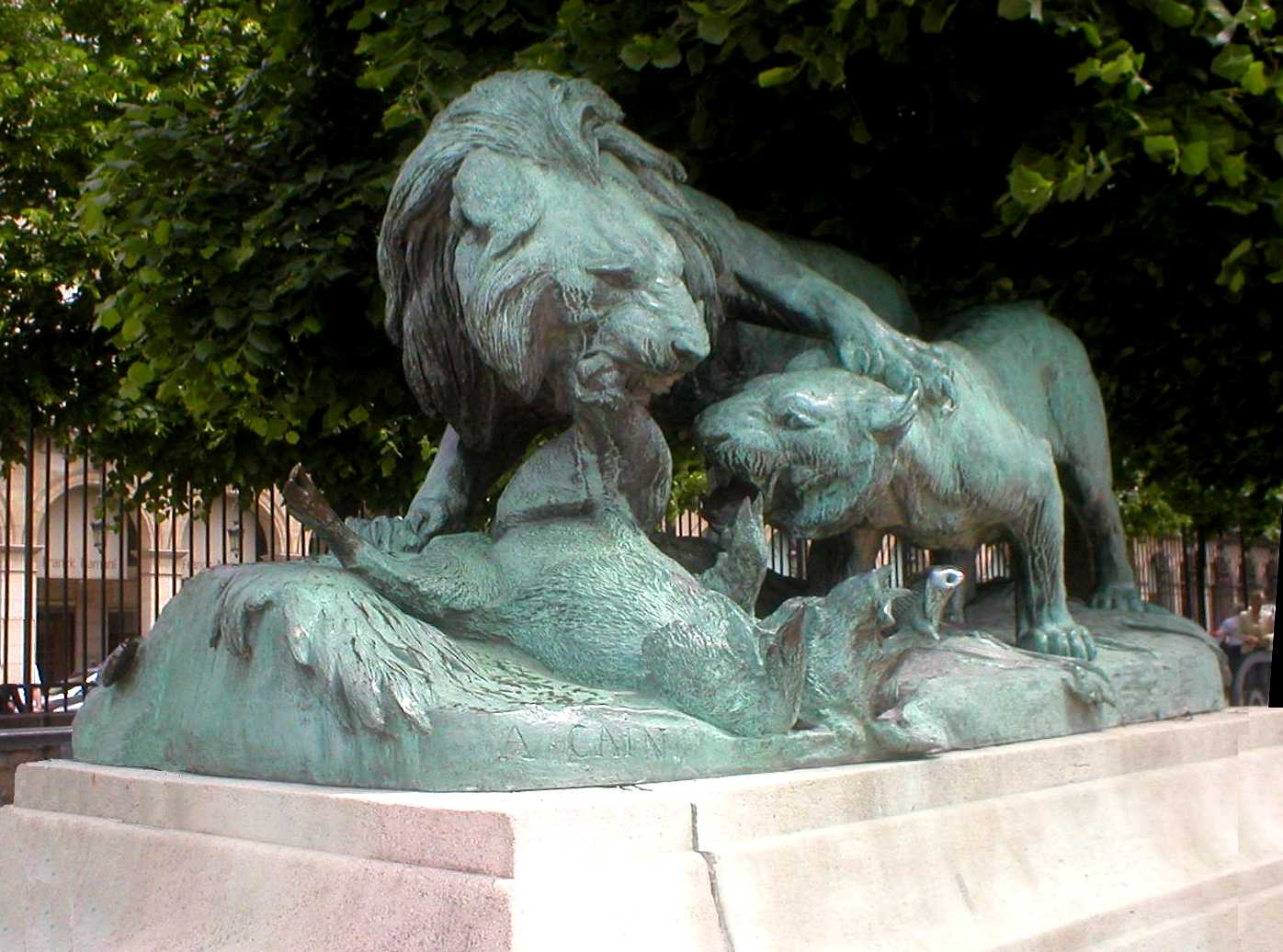
Lion et Sanglier